# 经亨颐
经亨颐（1877年—1938年），字子渊，号石禅，后又号颐渊，為中国20世纪初教育家。

## 生平
经亨颐1899年因为参加反对慈禧太后政变，取消戊戌维新而被通缉逃往澳门。1903年赴日本东京高等师范学校读书，加入中国同盟会，1910年返回浙江筹办浙江官立两级师范学堂并任其校长。在职期间因支持五四运动和新文化运动受到排挤，被迫离职，回家乡上虞办春晖中学。1923年受聘赴宁波任中学校长，但又遭保守势力排挤，被迫于1925年赴广东投奔国民革命。国民革命成功后曾任中山大学副校长。由于他反对蒋中正的政策，参加武汉国民革命政府而失利。避居上海，後又被开除中国国民党党籍。1931年重新被收录入国民党，任国民政府常委、教育行政委员会委员等职。其女经普椿為廖承志之妻。
經亨頤曾主張將故宮視為清室逆產廢除，此舉引起文化界譁然，後經張繼於國民政府會議上一一駁斥此項主張，使故宮終被保存。

## 軼事
1932年左右，經亨頤曾與何香凝、陳樹人、于右任、柳亞子等人創立寒之友社，為一書畫金石與憂民救國之文化社團。
| 前任： 戴季陶 | 國立中山大學校長 1926年-1931年 | 繼任： 許崇清 |